# Saint-Joseph-de-Rivière
Saint-Joseph-de-Rivière – miejscowość i gmina we Francji, w regionie Owernia-Rodan-Alpy, w departamencie Isère.
Według danych na rok 1990 gminę zamieszkiwało 800 osób, a gęstość zaludnienia wynosiła 46 osób/km² (wśród 2880 gmin regionu Rodan-Alpy Saint-Joseph-de-Rivière plasuje się na 905. miejscu pod względem liczby ludności, natomiast pod względem powierzchni na miejscu 630.).